# Indianthus virgatus
Indianthus virgatus är en strimbladsväxtart som först beskrevs av William Roxburgh, och fick sitt nu gällande namn av Piyakaset Suksathan och Finn Borchsenius. Indianthus virgatus ingår i släktet Indianthus och familjen strimbladsväxter. Inga underarter finns listade.